# Aidomaggiore
Aidomaggiore (sardinsky: Aidumajòre, Bidumajòre) je italská obec (comune) v provincii Oristano v regionu Sardinie. Nachází se ve výšce 250 metrů nad mořem a má 394 obyvatel. Rozloha obce je 41,21 km².